# Пам'ять зі зміною фазового стану
Пам'ять на основі фазового переходу (англ. Phase-change memory, також відома як PCM, PRAM, PCRAM, Ovonic Unified Memory, Chalcogenide RAM, C-RAM) — тип енергонезалежної пам'яті, заснований на поведінці халькогеніду, який під час нагрівання може «перемикатися» між двома станами: кристалічним і аморфним. В останніх версіях[яких?] вдалось додати ще два додаткові стани, ефективно подвоївши інформаційну місткість чипів. Вважається однією з основних технологій-конкуренток флеш-пам'яті, які забезпечують розв'язання багатьох нездоланних проблем останньої.

## Передісторія
Властивості халькогеніду з точки зору розробки технології пам'яті вперше дослідив Стенфорд Овшинський з компанії Energy Conversion Devices у 1960-х роках. 1970 року у вересневому випуску Electronics, Гордон Мур — один з засновників Intel — опублікував статтю про технологію. Але якість матеріалу і енергоспоживання не дозволили перевести технологію в комерційне русло. Пізніше знову виник інтерес до цієї технології, так само як і її дослідження, тоді як технології флеш- і DRAM-пам'яті згідно з розрахунками мали б зіткнутися з проблемами масштабування під час зменшення розмірності процесів літографії чипів.
Кристалічний і аморфний стани халькогеніду кардинально відрізняються питомим опором, а це лежить в основі зберігання інформації. Аморфний стан, який має високий опір, використовується для подання двійкового 0, a кристалічний стан, який має низький рівень опору, подає 1. Халькогенід — це той самий матеріал, який використовується у перезаписуваних оптичних носіях (наприклад, CD-RW і DVD-RW). У таких носіях використовують керування оптичними властивості матеріалу, а не питомим опором, оскільки показник заломлення халькогеніду також змінюється зі зміною стану матеріалу.
Хоча технологія PRAM поки що не досягла комерційного успіху в галузі побутової електроніки, майже всі прототипи використовують халькогеніди у поєднанні з германієм, стибієм і телуром (GeSbTe), які скорочено називають GST. Стехіометричний склад або коефіцієнти елементів Ge: Sb: Te рівні 2:2:5. Під час нагрівання GST до високої температури (вище 600 °C) його халькогенідна складова втрачає кристалічну структуру. Під час охолодження вона переходить в аморфну скловидну форму, а її питомий опір зростає. Під час нагрівання халькогеніду до температури, вищої від його точки кристалізації, але нижче від температури плавлення, він переходить у кристалічний стан з суттєво нижчим опором. Час повного переходу в цю фазу залежить від температури. Холодніші частини халькогеніду довше кристалізуються, а перегріті частини можуть розплавитися. Загалом час кристалізації становить близько 100 нс. Це трохи довше, ніж у звичайної енергозалежної пам'яті, як, наприклад, сучасні DRAM-чіпи, в яких час перемикання становить близько 2 нс. Проте в січні 2006 року корпорація Samsung Electronics запатентувала технологію, яка свідчить про те, що PRAM може досягати часу перемикання 5 нс.
Пізніші дослідження Intel і STMicroelectronics дозволили ретельніше контролювати стан матеріалу, дозволяючи йому перетворюватися в один з чотирьох станів: два попередні (аморфний і кристалічний) і два нових (частково кристалічних). Кожен з цих станів характеризується власними електричними властивостями, які можна вимірювати під час читання, дозволяючи в одній комірці зберігати два біти, подвоюючи цим щільність пам'яті.

## PRAMіFlash
Найцікавішим питанням є час переключення, який витрачається PRAM і іншими замінниками флеш-пам'яті. Чутливість PRAM до температури, можливо, є найпомітнішою проблемою, вирішення якої може вимагати змін у виробничому процесі в постачальників, зацікавлених у технології.
Флеш-пам'ять працює завдяки зміненню рівня заряду (електронів), які зберігаються всередині за затвором МОН-транзистора. Затвор створюється зі спеціальним «стеком», призначеним для утримання заряду (або на плавальному затворі, або в «пастках» ізолятора). Наявність заряду всередині затвора змінює порогову напругу транзистора {\displaystyle V_{th}}, роблячи її вищою або нижчою, означаючи 1 або 0, наприклад. Зміна стану бітів вимагає скидання накопиченого заряду, що, в свою чергу, вимагає відносно високої напруги для «витягування» електронів з плавального затвора. Такий стрибок напруги забезпечується шляхом підкачування заряду, що вимагає деякого часу для накопичення енергії. Загальний час запису для поширених флеш-пристроїв становить біля 1 мс (для блоку даних), що приблизно в 100,000 разів більше від звичайного часу зчитування 10 нс для SRAM, наприклад (на байт).
PRAM може запропонувати більш високу продуктивність у сферах, де вимагається швидкий запис, за рахунок того, що елементи пам'яті можуть швидше перемикатися, а також завдяки тому, що значення окремих бітів можна змінити на 1 або 0 без попереднього стирання цілого блоку комірок. Висока продуктивність PRAM, яка в 1000 разів швидша, ніж звичайні жорсткі диски, робить її привабливою для енергонезалежної пам'яті, продуктивність якої нині[коли?] обмежена часом доступу (до пам'яті).
Крім того, кожне застосування напруги викликає необоротну деградацію комірок флеш-пам'яті. Зі збільшенням розміру комірок шкода від програмування зростає через потрібне програмне подання напруги, яка не змінюється відповідно до розмірності процесу літографії. Більшість флеш-пристроїв мають 10,000—100,000 циклів запису на сектор, а більшість флеш-контро́лерів розподіляють навантаження для розподілу операцій запису по множині фізичних секторів, так, щоб навантаження на кожний окремо взятий сектор було невеликим.
PRAM-пристрої також деградують впродовж використання, але з інших причин, ніж флеш-пам'ять, до того ж деградація відбувається значно повільніше. PRAM-пристрій може витримати близько 100 мільйонів циклів запису. Час життя чіпа PRAM обмежений механізмами, на зразок деградації через розширення GST під час нагрівання в процесі програмування, зміщення металів (і інших матеріалів), а також поки ще не досліджених факторів.
Частини флеш-пам'яті можуть бути запрограмовані до припаювання на плату, або можуть навіть бути придбані заздалегідь запрограмованими. Вміст PRAM, навпаки, втрачається за високої температури, необхідної для припаювання пристрою до плати (паяння оплавленням або паяння хвилею). Це погіршує пристрій з точки зору екології виробництва. Виробник, який використовує частини PRAM, повинен забезпечувати механізм для програмування чипів PRAM вже «в системі», тобто після їх припаювання до плати.
Спеціальні затвори, які використовуються у флеш-пам'яті, допускають з часом «витікання» заряду (електронів), спричиняючи пошкодження і втрату даних. Опір в елементах пам'яті PCM є стабільнішим; за нормальної робочої температури 85 °C передбачається зберігання даних протягом понад 300 років.
Завдяки ретельному налаштуванню величини заряду, який зберігається на затворі, флеш-пристрої можуть зберігати кілька (зазвичай два) біти в кожній фізичній комірці. Це ефективно подвоює щільність пам'яті, знижуючи її вартість. PRAM-пристрої спочатку зберігали лише один біт на комірку, але останні досягнення Intel дозволили обійти цю проблему.
Оскільки флеш-пристрої використовують утримання електронів для зберігання інформації, то вони схильні до пошкодження даних через радіацію, що робить їх непридатними до використання в космічній і військовій сферах. PRAM демонструє вищу стійкість до радіації.
Перемикачі комірок PRAM можуть використовувати широкий діапазон пристроїв: діоди, біполярні транзистори або N-МОП-транзистори. Застосування діода або біполярного транзистора забезпечує найбільшу величину струму для даного розміру комірки. Однак проблемою використання діодів є паразитні струми в сусідніх комірках, а отже вищі вимоги до напруги і, відповідно, вища споживана потужність. Опір халькогеніду, що є обов'язково більшим, ніж опір діода, означає, що робоча напруга має перевищувати 1 В з широким запасом, щоб гарантувати адекватний струм прямого зміщення діода. Можливо, найбільшою проблемою використання масиву перемикачів на основі діодів (особливо це стосується вельких масивів) полягає у абсолютній схильності до витікання зворотного струму з невибраних ліній бітів. У транзисторних масивах тільки потрібні лінії бітів допускають витікання заряду. Різниця у витіканні заряду становить декілька порядків. Подальші проблеми, за масштабування нижче 40 нм, викликає вплив дискретних допантів у міру зменшення ширини переходу p-n.

## 2000 і після
У серпні 2004 року компанія Nanochip ліцензувала технологію PRAM для використання в пристроях зберігання на основі МЕМС-електродів (мікроелектромеханічних систем). Ці пристрої не є твердотільними. Навпаки, досить невелика пластина, покрита халькогенідом, поміщається між безліччю (тисячі або навіть мільйони) електродів, які можуть зчитувати або записувати на халькогенід. Технологія мікропереносу (англ. micro-mover) корпорації Hewlett-Packard дозволяє позиціонувати пластину з точністю до 3 нм, завдяки чому стає можливою щільність більше 1 Тбіта (128 ГБ) на кв. дюйм, якщо технологію буде вдосконалено. Основная ідея полягає у зменшенні кількості з'єднань, розпаяних на чипі; замість з'єднань для кожної комірки, комірки розташовуються ближче одна до одної, і зчитуються зарядом, який проходить через МЕМС-електроди, які й відіграють роль з'єднань. Подібне рішення несе в собі ідею, схожу з технологією Millipede корпорації IBM.
У вересні 2006 року корпорація Samsung анонсувала прототип 512-мегабітного (64 МБ) пристрою, який використовує у своїй основі перемикний діод. Подібний анонс був досить несподіваним, а підвищену увагу він отримав завдяки незвичайно високій щільності. Розмір комірок прототипу становив лише 46,7 нм, це було менше, ніж у комерційних флеш-пристроїв, доступних на той час. Хоча й були доступні флеш-пристрої з вищою ємністю (64 Гбіт — 8 ГБ, що тільки з'явились на ринку), решта технологій, які змагатися у прагненні замінити флеш-технологію, мали нижчу щільність (тобто більші розміри комірок). Наприклад, під час виробництва MRAM- і FRAM-пам'яті вдалося досягти 4 Мбіт. Висока щільність прототипів PRAM-пам'яті від Samsung припускала саме роль конкурента флеш-пам'яті, не обмежуючись нішовою роллю, як інші технології. PRAM виглядає надзвичайно привабливо як потенційна заміна для флеш-пам'яті типу NOR, в якої ємність пристрою зазвичай відставала від ємності флеш-пам'яті типу NAND (найновіші розробки NAND-пам'яті подолали рубіж у 512 Мбіт деякий час тому[коли?]). Флеш-пам'ять типу NOR пропонує щільність порівнянну з показниками PRAM-прототипів від Samsung, до того ж вже пропонує бітове адресування (на відміну від NAND, у якої доступ до пам'яті здійснюється через «банки», що складаються з багатьох байт).
Після анонсу від Samsung послідувала спільна заява від Intel і STMicroelectronics, які продемонструвати власні PCM-пристрої в рамках Intel Developer Forum, який проходив у жовтні 2006 року. Вони показали 128-Мбітний зразок, який нещодавно розпочали виготовляти на дослідницькій фабриці STMicroelectronics в Аграте, Італія. Intel стверджувала, що пристрої були лише демонстраційними Примірниками, але вони очікували на початок виробництва готових зразків упродовж декількох місяців, а впродовж декількох років — і на широке комерційне виробництво. Intel, судячи з заяв, націлювала свої PCM-продукти на ту ж сферу ринку, що й Samsung.
PCM — досить перспективна технологія для військової й аерокосмічної сфери, де радіація унеможливлює використання стандартної енергонезалежної пам'яті, наприклад, флеш-пам'яті. PCM-пристрої, які отримали назву C-RAM, представила військова корпорація BAE Systems, до того ж було заявлено про стійкість до радіації і несхильність до latchup-ефекту[прояснити]. Понад того, BAE заявляла про витримання близько 108 циклів запису, що робить цю розробку претендентом на заміну PROM- і EEPROM-чипів у космічних системах.
В лютому 2008 року інженери Intel спільно з STMicroelectronics продемонстрували перший прототип багаторівневого PCM-масиву. Прототип зберігав два логічних біти на фізичну комірку, тобто 256 Мбіт ефективної пам'яті зберігалися в 128 Мбіт фізичної. Це означає, що замість звичайних двох станів — повністю аморфне або повністю кристалічне — додаються ще два додаткових проміжних стани з різними ступенями часткової кристалізаці.
Також у лютому 2008 року Intel і STMicroelectronics розпочали постачання прототипних зразків їхнього першого PCM-продукту, який доступний замовникам. Продукт, виконаний за процесом 90 нм, який мав 128 Мбіт (16 МБ) і отримав назву Альверстоун (Alverstone).
У другій половині 2010-х доступні комерційні накопичувачі PCM Intel Optane (3D XPoint).

## Проблеми
Найбільшою проблемою пам'яті на основі фазового переходу є потреба у великій густині струму програмування (>107 A/см², для порівняння у звичайних транзисторах або діодах — 105−106 A/см²) в активній фазі. Через це процес за ціною програє флеш-пам'яті.
Контакт між гарячою областю зміни фази та сусіднім діелектриком — ще одна з проблем. Діелектрик може почати пропускати струм за вищої температури або може втратити адгезію, розширюючись з іншою швидкістю, ніж матеріал, що змінює фазу.
Пам'ять з фазовим переходом схильна до довільного фазового переходу. Це відбувається тому, що фазовий перехід — температурно-керований процес. Теплові умови, які допускають швидку кристалізацію, не повинні бути близькими до умов збереження стійкого стану, наприклад, кімнатної температури. В іншому випадку утримування даних не буде достатньо тривалим. За відповідної енергії активації кристалізації можна досягти швидкої кристалізації шляхом задання відповідних умов, тоді як за звичайних умов буде походити дуже повільна кристалізація.
Мабуть, найбільшою проблемою пам'яті зі зміною фазового стану є поступове змінення опору і порогової напруги з плином часу. Опір аморфного стану повільно зростає за степеневим законом (~t0.1). Це дещо обмежує можливість використання багаторівневих комірок пам'яті (надалі проміжний стан, який лежить нижче, буде плутатися з проміжним станом, який лежить вище) і поставить під загрозу стандартну двохфазову роботу, у випадку якщо порогова напруга перевищить передбачене значення.